# Justian
Justian település Franciaországban, Gers megyében. Lakosainak száma 107 fő (2022. január 1.). Justian Bezolles, Courrensan, Lannepax, Mourède, Roques és Vic-Fezensac községekkel határos.

## Népesség
A település népességének változása:
| Lakosok száma | 92   | 100  | 100  | 93   | 113  | 116  | 118  | 121  | 116  | 107  |
|               | 1968 | 1982 | 1990 | 2006 | 2013 | 2015 | 2017 | 2019 | 2020 | 2022 |